# Ethan Santos
Ethan Santos, né le 22 décembre 1998 à Gibraltar, est un footballeur international gibraltarien qui joue comme défenseur central à St Joseph's.

## Biographie
Né le 22 décembre 1998 dans la ville de Gibraltar, Santos commence le football dans les équipes de jeunes de Lynx et Europa.

### Carrière en club
Il fait ses débuts en Gibraltar Football League avec le Lynx FC, le 29 novembre 2014 en rentrant en fin de match lors de la victoire 3-1 contre Glacis United.
Il a fait ses débuts en 2017 avec Manchester 62, où il a passé deux saisons, participant à 14 matches de championnat.
À la suite de ses matchs, il a attiré l'attention des représentants du staff technique du club Mons Calpe, qu'il a rejoint en 2019. Il a joué les trois saisons suivantes pour le club de Gibraltar.
En 2022, il revient à Manchester 62, et est prêté aux Lynx pour la fin de saison.
Le 15 août 2024, il signe à St Joseph's.

### Équipe de Gibraltar
Après avoir été appelé à plusieurs reprises auparavant, Santos fait ses débuts internationaux pour Gibraltar le 27 mars 2021, lors d'un match de qualification pour la Coupe du Monde contre le Monténégro.
Le 28 novembre 2023, Santos participe à la déroute historique de Gibraltar contre la France (14-0),. Pendant ce match, il livre malheureusement l'une de ses pires prestations en marquant un but contre son camp dès la 3e minute. Peu après, à la 16e minute, Santos est coupable d'un tacle en retard sur Warren Zaïre-Emery juste après que ce dernier tire et marque (3-0). Cette faute lui vaut un carton rouge,.